# Maskulinizacja
Maskulinizacja, wirylizacja – rozwój cech fizycznych typowych dla dorosłych mężczyzn u kobiet lub młodych chłopców. Większość zmian wirylizacyjnych jest powodowana przez androgeny. Termin „wirylizacja” jest stosowany w trzech kontekstach: prenatalne zróżnicowanie płciowe, zmiany poporodowe w okresie dojrzewania mężczyzn oraz nadmierne oddziaływanie androgenów u kobiet.
Najczęściej oznacza występowanie u kobiety cech somatycznych męskich (zmiana sylwetki ciała, nadmierne owłosienie, czyli hirsutyzm, obniżenie skali głosu), a także zmian zewnętrznych narządów płciowych (np. przerost łechtaczki) w wyniku zaburzenia hormonalnego – nadmiaru hormonów androgennych.
Odpowiednikiem maskulinizacji w przypadku mężczyzn jest feminizacja.

## U kobiet

### Przyczyny
Zaburzenie może mieć charakter endo- lub egzogeniczny (będąc wynikiem np. przyjmowania sterydów anabolicznych, np. testosteronu).
Może pojawić się w przypadku:
- raka kory nadnerczy i tzw. guzach wirylizujących
- nieprawidłowej produkcji hormonów w zespole nadnerczowo-płciowym
- w przypadku stosowania hormonów męskich u kobiet (testosteron) lub leków o podobnym działaniu (np. danazol)
- zespołu policystycznych jajników[4]

Maskulinizacja występuje czasami u kobiet-sportowców jako jeden z objawów stosowania dopingu wydolnościowego.

### Objawy
- męskie owłosienie twarzy, tułowia i części płciowych
- przerost łechtaczki
- atletyczna budowa ciała
- sutki w zaniku
- silny rozwój mięśni szkieletowych
- zwiększony poziom 17-ketosterydów w moczu
- wysunięcie jabłka Adama u kobiet, krtani i tarczycy
- mikropigmentacja patologiczna sutka, otoczki, brodawki (przed wiekiem dojrzewania) chłopcy i dziewczęta takie same, niedorozwinięte, strzępkowe, wklęsłe, boczne (u mężczyzn)[3]